# Imi Lichtenfeld
Imre ("Imi") Lichtenfeld (født 26. maj 1910, død 9. januar 1998, navn omskrevet til hebræisk 'Imrich Sde-Or'), grundlæggeren af selvforsvarsarten Krav Maga. Blev født i Budapest i 1910. Som ung gik Imi meget op i brydning, boksning og gymnastik og i 1928 vandt han de slovakiske ungdomsmesterskaber i brydning.
I 1929 vandt han mesterskabet som senior, ligesom han samme år vandt det nationale boksemesterskab og et internationalt gymnastikmesterskab. I det efterfølgende årti fokuserede Imi på brydning både som kæmper og som træner.
I midten af 1930'erne begyndte situationen i Bratislava at ændre sig. Fascistiske og antisemitiske grupper opstod og var fast besluttet på at ændre samfundets dagsorden og skade byens jødiske befolkning. Imi blev den ukronede leder for en gruppe unge jøder, hvoraf de fleste af dem havde en baggrund indenfor boksning, brydning og vægtløftning. Gruppen prøvede at forhindre de antisemitiske bander i at komme ind i byens jødiske kvarterer for at skabe kaos. I de følgende år var Imi gang på gang med i stribevis af gadeslagsmål og andre konfrontationer og det var i disse kampe, at Imi begyndte at forstå forskellene mellem gadekampe og turneringskampe.
I 1940 var Imi som 30-årig tvunget til at flygte til Israel. Han var med den sidste flygtningebåd, "Pentcho". Båden stødte på grund ud for den græske ø Kreta, hvor Imi, sammen med nogle få andre, gik i land for at skaffe hjælp. Efter fem dage på havet blev mændene samlet op af et engelsk krigsskib, som sejlede dem til Ægypten.
Imis tilstand var meget ringe efter den hårde rejse. Han undergik flere operationer og lægerne var overbevist om, at han ikke ville overleve. Imi kom sig dog og meldte sig som frivillig hos en tjekkisk enhed under det engelske militær. Enheden deltog i 2. Verdenskrig i Libanon, Syrien og Ægypten, og den erfaring han fik under krigen, hjalp ham til at forfine sine kampteknikker.
Da han blev hjemsendt i 1942, søgte han om tilladelse til at immigrere til det, der i dag hedder Israel. Med sine færdigheder indenfor selvforsvar blev Imi her rekrutteret som ledende officer af Isaac Sadeh, den ledende officer for Haganah. To år senere begyndte Imi at undervise nogle af de bedste specialenheder fra Haganah, Palmach og Palyam i Kapap (kamp mand-mod-mand) og fysisk træning. I denne periode var der mangel på skydevåben, da de var gemt væk, så englænderne ikke skulle finde dem og blev kun brugt til udvalgte missioner.
Våbenmanglen satte sine tydelige præg på udviklingen af Krav Maga. Ubevæbnet kamptræning var yderst nødvendig, hvis militæret skulle have succes. Efter dannelsen af Israel i 1948 blev Imi ansat som chefinstruktør i selvforsvaret hos den israelske hær (IDF, Israel Defence Forces).
Da Imi trak sig tilbage, satte han sig for, at han ville videreudvikle Krav Maga og gøre det tilgængeligt som selvforsvar for den civile befolkning i hele verden og lige til det sidste var Imi meget aktiv, altid villig til at hjælpe sine elever og altid ivrig efter at finde løsninger på nye problemer.
Imi Lichtenfeld døde den 9. januar 1998, 88 år gammel.